# Liste von frühen elektrischen Energieübertragungen
Diese Seite listet frühe Anlagen zur Übertragung elektrischer Energie auf. Die Liste ist aufgeteilt nach frühen Kraftwerken mit Verteilnetzen und ersten Übertragungsleitungen. Wo eigene Wikipedia-Artikel zur Anlage bestehen, ist dieser unter Kraftwerk oder Strecke verlinkt. Einzelnachweise sind nur bei den Anlagen angegeben, wo noch kein Wikipedia-Artikel besteht.

## Verteilnetze
Erste Kraftwerke versorgten Verteilnetze in unmittelbarer Nähe des Maschinenhauses. Unter Distanz wird die Länge vom Maschinenhaus zum entferntesten Verbraucher angegeben.
| Inbetriebnahme     | Land                   | Kraftwerk                                 | Distanz | Stromart    | Spannung | Frequenz | Leistung | Ingenieure                | Firmen | Anmerkungen     |
| ------------------ | ---------------------- | ----------------------------------------- | ------- | ----------- | -------- | -------- | -------- | ------------------------- | ------ | --------------- |
| 24. Juli 1880      | Vereinigte Staaten     | Grand Rapids (Michigan)                   |         | Gleichstrom |          |          |          | C. Brush                  |        | [ E 1 ]         |
| 12. Januar 1882    | Vereinigtes Königreich | Kraftwerk Holborn Viaduct, London         |         | Gleichstrom | 110 V    |          | 186 kW   | T. Edison                 | Edison | [ A 1 ]         |
| 4. September 1882  | Vereinigte Staaten     | Pearl Street Station, New York            | 0,8 km  | Gleichstrom | 220 V    |          | 400 kW   | T. Edison                 | Edison |                 |
| 30. September 1882 | Vereinigte Staaten     | Vulcan Street Plant, Appleton (Wisconsin) |         | Gleichstrom | 110 V    |          | 12,5 kW  | T. Edison                 | Edison | [ A 2 ]         |
| 28. Juni 1883      | Italien                | Kraftwerk Santa Radegonda, Mailand        | 0,4 km  | Gleichstrom | 220 V    |          | 525 kW   | T. Edison G. Colombo      | Edison |                 |
| 15. August 1885    | Deutschland            | Centralstation Markgrafenstraße, Berlin   | 2,2 km  | Gleichstrom | 110 V    |          | 540 kW   | O. von Miller E. Rathenau |        | [ A 3 ] [ E 2 ] |

## Übertragungsleitungen
Übertragungsleitungen verbinden Kraftwerk mit Verbraucher über eine längere Distanz.
| Inbetriebnahme     | Land                   | Anlage / Strecke               | Länge   | Stromart                   | Spannung | Frequenz | Leistung | Verwendung                                    | Ingenieure                                         | Firmen                                          | Anmerkungen                       |
| ------------------ | ---------------------- | ------------------------------ | ------- | -------------------------- | -------- | -------- | -------- | --------------------------------------------- | -------------------------------------------------- | ----------------------------------------------- | --------------------------------- |
| 25. September 1882 | Deutschland            | Miesbach–München               | 57 km   | Gleichstrom                | 2000 V   |          | 1,1 kW   | Ausstellung                                   | M. Depréz O. von Miller                            |                                                 | [ A 4 ]                           |
| Februar 1883       | Frankreich             | Paris–Le Bourget               | 15 km   | Gleichstrom                | 2700 V   |          | 1,5 kW   | Versuch                                       | M. Depréz                                          | NORD                                            | [ E 3 ]                           |
| September 1883     | Frankreich             | Vizille–Grenoble               | 14 km   | Gleichstrom                | 3000 V   |          | 5,1 kW   | Versuch                                       | M. Depréz                                          |                                                 | [ E 3 ]                           |
| 1883               | Frankreich             | Bellegarde-sur-Valserine       |         | Gleichstrom                |          |          | 150 kW   | Verteilnetz                                   | L. Dumont                                          |                                                 |                                   |
| 1884               | Schweiz                | Taubenlochschlucht–Bözingen    | 1,2 km  | Gleichstrom                | 500 V    |          | 30 kW    | Energie für Fabrik                            | R. Thury                                           | A. De Meuron & Cuénod                           | [ E 4 ] [ E 5 ]                   |
| 29. September 1884 | Italien                | Turin–Lanzo Torinese           | 40 km   | Einphasenwechselstrom      | 3000 V   | 150 Hz   | 44 kW    | Ausstellung                                   | L. Gaulard                                         | SIEG                                            | [ E 6 ]                           |
| Oktober 1885       | Frankreich             | Paris–Creil                    | 56 km   | Gleichstrom                | 5000 V   |          | 25 kW    | Versuch                                       | M. Depréz                                          | NORD                                            | [ E 3 ]                           |
| Mai 1886           | Schweiz                | Littau–Luzern                  | 2,4 km  | Gleichstrom                |          |          | 37 kW    | Energie für Fabrik                            |                                                    |                                                 |                                   |
| Mai 1886           | Schweiz                | Littau–Luzern                  | 4,6 km  | Einphasenwechselstrom      | 1800 V   | 40 Hz    | 68 kW    | Versorgungsnetz für Beleuchtung               |                                                    |                                                 |                                   |
| 18. Dezember 1886  | Schweiz                | Kriegstetten–Solothurn         | 8 km    | Gleichstrom                | 2000 V   |          | 37 kW    | Energie für Fabrik                            | C. E. L. Brown                                     | MFO                                             | [ E 7 ]                           |
| 1888               | Schweiz                | Buochs–Bürgenstock             | 4,2 km  | Gleichstrom                | 2000 V   |          | 44 kW    | Standseilbahn                                 | R. Thury                                           | Cuénod, Sautter                                 |                                   |
| 1889               | Italien                | Acquedotto De Ferrari Galliera |         | Gleichstrom (System Thury) |          |          |          | Versuch                                       | R. Thury                                           | Cuénod, Sautter                                 | [ E 8 ]                           |
| 1889               | Frankreich             | Revel–Moutier                  | 5 km    | Gleichstrom                | 2800 V   |          | 220 kW   | Energie für Fabrik                            | M. Depréz                                          |                                                 | [ E 9 ]                           |
| 1889               | Vereinigte Staaten     | Portland–Oregon City           | 21 km   | Gleichstrom                |          |          |          |                                               |                                                    |                                                 | [ E 10 ]                          |
| 1890               | Vereinigte Staaten     | Portland–Oregon City           | 21 km   | Einphasenwechselstrom      |          |          |          |                                               |                                                    |                                                 | [ E 10 ]                          |
| 1890               | Vereinigtes Königreich | Greenside Mine                 | 1,2 km  | Gleichstrom                | 600 V    |          | 75 kW    | Energie für Silbermine                        |                                                    |                                                 | [ E 11 ]                          |
| 1890               | Italien                | Isoverde–San Quirico           | 14,4 km | Gleichstrom (System Thury) | 2200 V   |          |          | Verteilnetz                                   | R. Thury                                           | Cuénod, Sautter                                 | [ E 12 ] [ E 8 ] [ A 5 ]          |
| 1891               | Italien                | Isoverde–Genua                 | 46,2 km | Gleichstrom (System Thury) | 2200 V   |          |          | Verteilnetz                                   | R. Thury                                           | Cuénod, Sautter                                 | [ E 12 ] [ E 8 ] [ E 13 ] [ A 5 ] |
| 25. August 1891    | Deutschland            | Lauffen–Frankfurt              | 176 km  | Dreiphasenwechselstrom     | 15 kV    | 40 Hz    | 221 kW   | Ausstellung                                   | O. von Miller C. E. L. Brown M. Doliwo-Dobrowolski | MFO AEG                                         |                                   |
| Juni 1891          | Vereinigte Staaten     | Ames–Telluride                 | 4,2 km  | Einphasenwechselstrom      | 3000 V   | 133 Hz   | 75 kW    | Energie für Goldmine                          | G. Westinghouse                                    | Westinghouse                                    |                                   |
| 1892               | Italien                | Isoverde–Sampierdarena         | 32,7 km | Gleichstrom (System Thury) | 2200 V   |          |          | Verteilnetz                                   | R. Thury                                           | Cuénod, Sautter                                 | [ E 12 ] [ E 8 ] [ E 13 ] [ A 5 ] |
| 1892               | Schweiz                | Hochfelden–Oerlikon            | 23 km   | Dreiphasenwechselstrom     | 30 kV    | 50 Hz    |          | Energie für Fabrik                            |                                                    | MFO                                             |                                   |
| 1893               | Schweiz                | Frinvillier–Biberist           | 28,5 km | Gleichstrom (System Thury) | 6000 V   |          | 270 kW   | Energie für Fabrik                            | R. Thury                                           | CIE                                             | [ E 14 ] [ E 15 ]                 |
| 7. September 1893  | Vereinigte Staaten     | Redlands, Kalifornien          | 12 km   | Dreiphasenwechselstrom     | 2400 V   | 50 Hz    | 480 kW   | Energie für Kühlhaus und Beleuchtung          | Almarian Decker                                    | GE                                              | [ E 16 ]                          |
| 13. Juli 1895      | Vereinigte Staaten     | Folsom–Sacramento, Kalifornien | 35 km   | Dreiphasenwechselstrom     | 11 kV    | 60 Hz    | 3 MW     | Energie für Industrie und Beleuchtung         | Elihu Thomson                                      | GE                                              |                                   |
| 26. August 1895    | Vereinigte Staaten     | Niagara Falls–Buffalo          | 35 km   | Dreiphasenwechselstrom     | 11 kV    | 25 Hz    |          | Straßenbahn Fabrik                            |                                                    | GE                                              |                                   |
| 1897               | Schweiz                | Combe Garrot–Le Locle          | 12 km   | Gleichstrom                | 14 kV    |          |          |                                               | R. Thury                                           | CIE                                             | [ E 17 ] [ A 6 ]                  |
| 1897               | Schweiz                | Combe Garrot–La Chaux-de-Fonds | 18 km   | Gleichstrom (System Thury) | 14 kV    |          |          |                                               | R. Thury                                           | CIE                                             | [ E 17 ] [ A 6 ]                  |
| 1902               | Schweiz                | St. Maurice–Lausanne           | 56 km   | Gleichstrom (System Thury) | 27 kV    |          | 3680 kW  | Energie für Stadt                             | R. Thury                                           | CIE                                             | [ E 18 ] [ E 19 ] [ E 20 ]        |
| 1903/1904          | Österreich             | Lebring–Graz-Puntigam          | 22 km   | Dreiphasenwechselstrom     | 20 kV    |          | ? kW     | Energie für Industriebetriebe (vor) der Stadt |                                                    | Elektrizitätswerk Lebring, 1910 Fusion zur STEG | [ E 21 ]                          |
| 1905               | Deutschland            | 50-kV-Leitung Moosburg–München | 53 km   | Dreiphasenwechselstrom     | 50 kV    |          |          | Energieversorgung                             |                                                    |                                                 |                                   |
| 1906               | Frankreich             | Lyon–Moûtiers                  | 184 km  | Gleichstrom (System Thury) | 57,6 kV  |          | 3500 kW  | Straßenbahn                                   | R. Thury                                           | CIEM                                            | [ E 22 ]                          |
| 1907               | Italien                | Fernleitung Piattamala–Mailand | 160 km  | Dreiphasenwechselstrom     | 57 kV    | 50 Hz    | 22 MW    | Textilindustrie                               |                                                    |                                                 | [ E 23 ]                          |

## Wirkungsgrad
| Inbetriebnahme | Land        | Anlage / Strecke       | Länge   | Stromart                   | Wirkungsgrad | Quelle   |
| -------------- | ----------- | ---------------------- | ------- | -------------------------- | ------------ | -------- |
| 1882           | Deutschland | Miesbach–München       | 57 km   | Gleichstrom                | 22 %         | [ E 24 ] |
| 1883           | Frankreich  | Vizille–Grenoble       | 14 km   | Gleichstrom                | 67 %         | [ E 25 ] |
| 1886           | Schweiz     | Kriegstetten–Solothurn | 8 km    | Gleichstrom                | 76 %         | [ E 7 ]  |
| 1891           | Italien     | Isoverde–Sampierdarena | 32,7 km | Gleichstrom (System Thury) | 72 %         | [ E 26 ] |
| 1891           | Deutschland | Lauffen–Frankfurt      | 176 km  | Dreiphasenwechselstrom     | 68,5 %       | [ E 24 ] |
| 1893           | Schweiz     | Frinvillier–Biberist   | 28,5 km | Gleichstrom (System Thury) | 74,7 %       | [ E 15 ] |

## Geschichtliche Einordnung der Pionierleistungen
Nachdem ab 1882 erste Verteilnetze entstanden waren, kam bald der Wunsch, die elektrische Energie über größere Distanzen zu übertragen. Erste Versuche von Marcel Depréz erfolgten über eiserne Drähte von Telefonleitungen, die einen großen elektrischen Widerstand hatten, sodass der Wirkungsgrad gering war. Die elektrische Energieübertragung stand am Anfang in Konkurrenz zu anderen Formen der Energieübertragung, wie Seiltransmissionen, Druckluftleitung oder Druckwasserleitungen. Sie kam deshalb zuerst an Orten zur Anwendung, wo überschüssige Wasserkraft zur Verfügung stand und Dampfmaschinen unerwünscht waren. An der Gleichstromübertragung Kriegstetten–Solothurn  wurde der Wirkungsgrad mit mechanischen Messmethoden gemessen, um auch die Skeptiker vom hohen Wirkungsgrad der elektrischen Energieübertragung zu überzeugen. Mit der Erfindung des Transformators konnten ab 1884 Wechselstromübertragungen gebaut werden. Die erste mit Dreiphasenwechselstrom arbeitende Anlage war Lauffen–Frankfurt, die erste Anlage mit der heute in Europa üblichen Frequenz von 50 Hz war Hochfelden–Oerlikon. Parallel zur Entwicklung der Übertragungstechnik mit Wechselstrom wurde die Gleichstromübertragung weiter entwickelt, da die Regelung dieses Systems einfacher war und die Spannung besser gehalten werden konnte. Das von René Thury entwickelte System fand an einigen Orten Anwendung und gilt als Vorläufer der Hochspannungs-Gleichstrom-Übertragung.